# Kirchenkreis Werra-Meißner
Der Kirchenkreis Werra-Meißner ist ein Kirchenkreis der Evangelischen Kirche von Kurhessen-Waldeck (EKKW) im Sprengel Kassel. Er entstand am 1. Januar 2020 durch die Fusion des Kirchenkreises Witzenhausen mit dem benachbarten Kirchenkreis Eschwege.
Ulrike Laakmann ist seit 2020 Dekanin des Kirchenkreises Werra-Meißner. Der stellvertretende Dekan ist Ralph Beyer.
Das Gebiet des Kirchenkreises Werra-Meißner ist weitestgehend deckungsgleich mit dem des Werra-Meißner-Kreises. Es grenzt von Osten aus im Uhrzeigersinn, an die Kirchenkreise Mühlhausen und Eisenach-Gerstungen der Evangelischen Kirche in Mitteldeutschland, die Kirchenkreise Hersfeld-Rotenburg, Schwalm-Eder und Kaufungen der EKKW und die Kirchenkreise Münden und Göttingen der Evangelisch-lutherischen Landeskirche Hannovers.
In den Gemeinden des Kirchenkreises Werra-Meißner leben ca. 60.000 evangelische Christen. Im gesamten Kirchenkreis gibt es 137 Kirchengebäude, deren Instandhaltung durch eine eigene Kirchenerhaltungsstiftung unterstützt wird. Anfang 2023 lebten 55.300 Mitglieder im Kirchenkreis.

## Gemeinden
- Abterode
- Alberode
- Albshausen
- Albungen
- Allendorf
- Altefeld
- Altenburschla
- Archfeld
- Aue
- Bad Sooden
- Berge
- Berneburg
- Bischhausen
- Blankenbach
- Blickershausen
- Breitau
- Burghofen
- Datterode
- Diemerode
- Dohrenbach
- Dudenrode
- Eichenberg
- Ellershausen
- Ellingerode
- Eltmannshausen
- Epterode
- Ermschwerd
- Eschwege, Auferstehungskirche
- Eschwege, Kreuzkirche
- Eschwege, Stadtkigem. -Pfarramt I
- Eschwege, Stadtkigem. -Pfarramt II
- Eschwege, Stadtkigem. -Pfarramt III
- Eschwege, Stadtkigem. -Pfarramt IV
- Frankenhain
- Frankershausen
- Frieda
- Friedrichsbrück
- Friemen
- Fürstenhagen
- Germerode
- Gertenbach
- Grandenborn
- Grebendorf
- Großalmerode
- Günsterode
- Harmuthsachsen
- Hasselbach
- Hausen
- Hebenshausen
- Heldra
- Herleshausen
- Hermannrode
- Hessisch Lichtenau
- Hetzerode
- Heyerode
- Hilgershausen
- Hitzelrode
- Hitzerode
- Hoheneiche
- Hollstein
- Hopfelde
- Hornel
- Hubenrode
- Hundelshausen
- Jestädt
- Kammerbach
- Kirchhosbach
- Kleinalmerode
- Kleinvach
- Krauthausen
- Küchen
- Langenhain
- Laudenbach
- Lüderbach
- Marzhausen
- Mitterode
- Motzenrode
- Nesselröden
- Netra
- Neuerode
- Neuseesen
- Niddawitzhausen
- Niederdünzebach
- Niederhone
- Oberdünzebach
- Oberhone
- Oberrieden
- Oetmannshausen
- Orferode
- Quentel
- Rambach
- Rechtebach
- Reichenbach
- Reichensachsen
- Renda
- Retterode
- Rittmannshausen
- Rodebach
- Rommerode
- Roßbach
- Röhrda
- Schemmern-Mäckelsdorf
- Schwebda
- Sontra
- Stadthosbach
- Thurnhosbach
- Trubenhausen
- Uengsterode
- Ulfen
- Unterrieden
- Velmeden
- Vierbach
- Vockerode
- Völkershausen
- Walburg
- Waldkappel
- Wanfried
- Weidenhausen
- Weißenborn
- Wellingerode
- Wendershausen
- Werleshausen
- Wichmannshausen
- Wickersrode
- Willershausen
- Witzenhausen
- Wolfterode
- Wölfterode
- Ziegenhagen